# Наћве
Наћве је назив за удубљену посуду од пуног дрвета, са широким отвореним врхом, за мијешење тијеста.
Наћве су назив и за дрвено корито у којем су се прале кошуље, а може се правити и од склопљених дасака, понекад и са ногарама.
Користи се и за дрвене посуде већег габарита.

## Етимологија
Ријеч наћве потиче од прасловенске ријечи nъťьvy.

## Употреба
У сеоској економији користила се као посуда за мјешање тијеста.